# Université de Seogang (métro de Séoul)
Université de Seogang (hangeul : 서강대 ; hanja : 西江大 et officiellement en anglais : Sogang University) est une station de passage de la ligne Gyeongui-Jungang du métro de Séoul. Elle est située, au 112-5 Nogosan-dong, sur le territoire de l'arrondissement Mapo-gu à Séoul en Corée du Sud. 
La gare d'origine est ouverte en 1929, elle devient une station de métro en 2009. La station est desservie par les circulations des rames omnibus et express sur la ligne Gyeongui-Jungang. 

## Situation sur le réseau

Plan du réseau du métro de Séoul (2023)

Établie en surface, Seogang, est une station de passage de la ligne Gyeongui-Jungang du métro de Séoul : elle est située entre la station Université de Hongik, en direction du terminus ouest Munsan, et la station Gongdeok, en direction du terminus est Jipyeong.